# František Jílek (1913–1993)
František Jílek (22. května 1913 Židenice – 16. září 1993 Brno) byl český dirigent, klavírista a skladatel.

## Život
Vystudoval reálné gymnázium a obchodní školu. Teprve poté vstoupil na brněnskou konzervatoř. Klavír a skladbu studoval u Jaroslava Kvapila a dirigování u Zdeňka Chalabaly a Antonína Balatky. Studia dokončil na mistrovské škole Pražské konzervatoře u Vítězslava Nováka. Nejprve učil na hudební škole Brněnské Besedy a byl druhým sbormistrem jejího pěveckého sboru. V roce 1937 se stal korepetitorem a příležitostným dirigentem brněnské opery. V letech 1939–1948 působil jako dirigent opery v Ostravě. V roce 1948 se stal dirigentem opery Národního divadla v Brně a po odchodu Zdeňka Chalabaly do Prahy i jejím šéfem.
Vedle klasického českého a světového operního repertoáru věnoval svou pozornost zejména dílu Leoše Janáčka a soudobých českých skladatelů. Již v Ostravě uvedl poprvé na scénu operu Veselohra na mostě Bohuslava Martinů. Jako interpret Janáčkových oper proslul i v zahraničí. Hostoval v řadě operních scén (Lipsko, Helsinky, Drážďany, Záhřeb). V roce 1958 provedl poprvé operu Osud a za nahrávku Její pastorkyně (v zahraničí uváděné jako Jenůfa) obdržel cenu Orphée d'Or de l'Academie National du Disque Lyrique (Prix Arturo Toscanini-Paul Vergnes).
Kromě operních představení řídil i symfonické orchestry v Ostravě i v Brně. V letech 1978–1983 převzal umělecké vedení Státní filharmonie Brno. Byl rovněž vynikající klavírista. Kromě sólových koncertů spolupracoval s Moravským kvartetem a byl znám jako výborný improvizátor. Již v době studií na konzervatoři získal za tuto schopnost Zeleného cenu.

## Dílo
Jako hudební skladatel vycházel z díla svých učitelů Jaroslava Kvapila a Vítězslava Nováka. Skladatelské dílo není příliš rozsáhlé. K nejznámějším dílům patří:
- Suita pro klavír, flétnu a klarinet
- Smyčcové kvartety
- Symfonie
- Romance a Burleska pro velký orchestr
- Scénická hudba k činohrám (Molière: Zdravý nemocný, William Shakespeare: Sen noci svatojánské, Vítězslav Nezval: Manon Lescaut, Josef Kajetán Tyl: Tvrdohlavá žena aj.)